# والتر أنطونيو خيمينيز
والتر أنطونيو خيمينيز (بالإسبانية: Walter Antonio Jiménez)‏ (25 مايو 1939 في الأرجنتين - ) هو لاعب كرة قدم أرجنتيني في مركز الوسط. لعب مع إنديبندينتي وكولو-كولو.

## وصلات خارجية
- والتر أنطونيو خيمينيز على موقع قاعدة بيانات كرة القدم.إي يو (الإنجليزية)
- والتر أنطونيو خيمينيز على موقع عالم كرة القدم.نت (الإنجليزية)